# José Bono Martínez

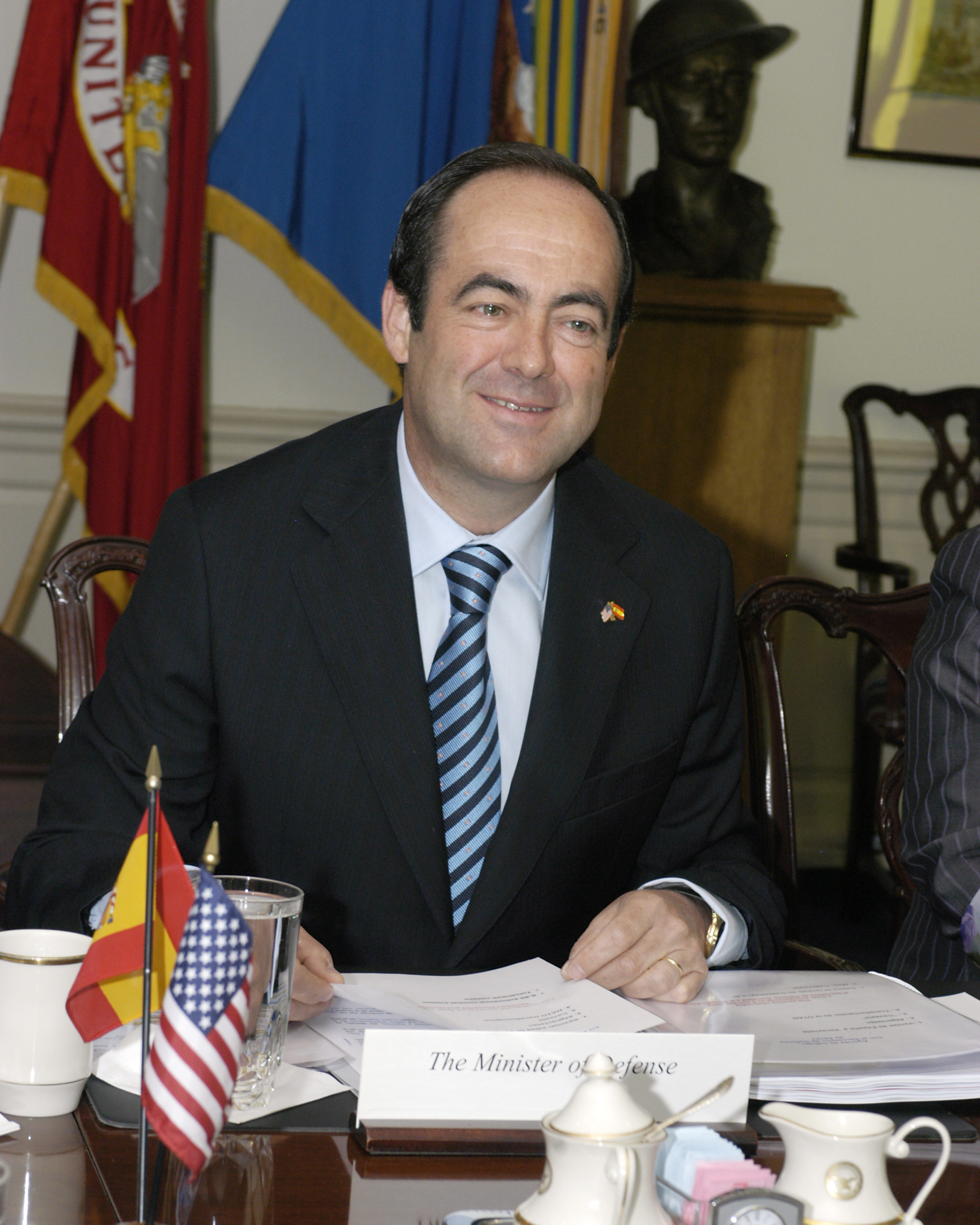
José Bono Martínez (3. Mai 2005)

José Bono Martínez (* 14. Dezember 1950 in Salobre/Albacete) ist ein spanischer Politiker der Partido Socialista Obrero Español (PSOE). Er war Präsident der Autonomieregion Kastilien-La Mancha und Verteidigungsminister im Kabinett Zapatero.

## Leben

### Frühe politische Tätigkeit
Nach einem Wirtschafts- und Jurastudium arbeitete Bono als Rechtsanwalt und trat 1970 in die Sozialistische Volkspartei (Partido Socialista Popular, PSP) ein, eine der Kräfte des Widerstands gegen das Franco-Regime. 1972 wurde er Professor für politisches Recht an der Universität Complutense Madrid. Im Jahr 1979, in dem die PSP sich mit der PSOE vereinigte, wurde José Bono als Abgeordneter dieser Partei in das spanische Parlament gewählt.

### Präsident der Autonomieregion Kastilien-La Mancha (1983–2004)
1983 wurde Bono zum Präsidenten der Autonomieregion Kastilien-La Mancha gewählt, ein Amt, das er für sechs aufeinanderfolgende Legislaturperioden einnahm, wobei seine Partei bei jeder Regionalwahl eine absolute Mehrheit erreichte. Bono galt damit neben den Präsidenten der Extremadura, Juan Carlos Rodríguez Ibarra, und von Andalusien, Manuel Chaves, die in ihren Regionen ähnliche Wahlerfolge erreichten, als einer der drei „Barone“ der PSOE. 
Bono war zusammen mit Víctor Manuel Carrascal, Leopoldo Torres und Soledad Becerril Verfasser des Gesprächs- bzw. Geschreiprotokolls über die Wortmeldungen des Putschistenführers Antonio Tejero und anderer Anwesender im Parlamentssaal im Putsch vom 23. Februar 1981.
Nach der Wahlniederlage der PSOE auf nationaler Ebene bei der Wahl im März 2000 galt Bono als aussichtsreichster Kandidat für das Amt des Generalsekretärs – und künftigen Spitzenkandidaten – seiner Partei, unterlag jedoch mit nur neun Stimmen in einer Kampfkandidatur gegen José Luis Rodríguez Zapatero.

### Verteidigungsminister (2004–2006)
Vor den spanischen Parlamentswahlen 2004 kündigte José Luis Rodríguez Zapatero an, dass Bono im Falle eines Wahlsiegs der PSOE das Innenministerium übernehmen wurde. Tatsächlich wurde er dann allerdings im ersten Kabinett Zapatero zum Verteidigungsminister ernannt.
Am 7. April 2006 kündigte José Bono den Rücktritt von seinem Amt aus familiären Gründen an, wobei in der Presse auch angebliche Unstimmigkeiten mit Präsident Zapatero in Bezug auf die Reform des katalanischen Autonomiestatuts als Grund genannt wurden. Sein Nachfolger wurde der vorherige Innenminister José Antonio Alonso. Nach Meinungsumfragen war José Bono zum Zeitpunkt seines vorläufigen Rückzugs aus der Politik der beliebteste Minister der Regierung Zapatero.

### Der „Fall Bono“
Im Januar 2005 wurde Bono zum Mittelpunkt einer harten Polemik zwischen den größten spanischen Parteien, nachdem er Strafanzeige wegen einer Tätlichkeit (span.: Aggression) erstattete, die er auf einer Demonstration gegen die Terrororganisation ETA von Seiten zweier Mitglieder der konservativen Oppositionspartei Partido Popular (PP) erlitten habe. Diese wurden drei Tage später identifiziert und daraufhin für einige Stunden festgenommen, letztlich jedoch wegen Mangels an Beweisen freigesprochen. Nach einer Anzeige der PP wurden später jedoch die Polizisten, die für die Festnahme verantwortlich waren, vom Madrider Strafgerichtshof wegen illegaler Festnahme und Nötigung verurteilt; in der Urteilsbegründung wurde es als bewiesen angesehen, dass Bono nicht Opfer einer Tätlichkeit / Aggression geworden war. Am 29. Juni 2007 wurde dieses Urteil jedoch schließlich vom Obersten Gerichtshof Spaniens aufgehoben.

### Parlamentspräsident (seit 2008)
Auch nach seinem Rücktritt als Verteidigungsminister war Bono mehrmals für politische Ämter im Gespräch. So galt er im Oktober 2006 als möglicher Spitzenkandidat der PSOE für das Amt des Madrider Bürgermeisters. Nachdem er in einem Interview zunächst seine Bereitschaft dazu angedeutet hatte, lehnte er jedoch später ab.
In den spanischen Parlamentswahlen 2008 trat Bono schließlich wieder an und errang einen Sitz im Abgeordnetenkongress. Nach einer zuvor mit Zapatero getroffenen Vereinbarung wurde er im April 2008 zum Präsidenten des Parlaments gewählt. Er löste in diesem Amt Manuel Marín ab, der sich aus der Politik zurückzieht.

## Politische Positionen
José Bono gilt als Vertreter des moderaten Flügels der PSOE und als Gegner einer allzu weitreichenden Übertragung politischer Kompetenzen an die spanischen Autonomieregionen. Als Verteidigungsminister war er verantwortlich für den Abzug der spanischen Truppen aus dem Irak kurz nach der Regierungsübernahme der PSOE im Jahr 2004 und für den Verkauf mehrerer spanischer Küstenfregatten an Venezuela. Beide Maßnahmen stießen auf Kritik von Seiten der US-amerikanischen Regierung.